# Нинов, Виктор
Виктор Дамянов Нинов (болг. Виктор Дамянов Нинов; род. 19 июня 1988, Червен-Бряг, Плевенская область) — болгарский легкоатлет, специалист по прыжкам в высоту. Выступал за сборную Болгарии по лёгкой атлетике в 2007—2014 годах, чемпион Балкан, многократный чемпион Болгарии, призёр ряда крупных международных турниров, участник летних Олимпийских игр в Лондоне.

## Биография
Виктор Нинов родился 19 июня 1988 года в городе Червен-Бряг Плевенской области, Болгария.
Первых серьёзных успехов на национальном уровне добился в сезоне 2007 года, когда в прыжках в высоту выиграл юниорское первенство Болгарии в помещении, стал серебряным призёром на взрослых зимнем и летнем чемпионатах страны. В составе болгарской сборной выступил на домашнем чемпионате Балкан в Софии, где стал четвёртым.
В 2008 году выиграл зимний чемпионат Болгарии, занял пятое место на чемпионате Балкан в помещении в Афинах.
В 2009 году участвовал в молодёжном европейском первенстве в Каунасе, показал в финале 13-й результат.
На чемпионате Европы 2010 года в Барселоне в финал не вышел.
В 2011 году отметился выступлением на чемпионате Европы в помещении в Париже, впервые стал чемпионом Болгарии в прыжках в высоту на открытом стадионе, превзошёл всех соперников на чемпионате Балкан в Сливене, тогда как на международном турнире в Пловдиве кроме победы ещё и установил свой личный рекорд — 2,29	метра. Принимал участие в чемпионате мира в Тэгу.
В 2012 году прыгал в высоту на чемпионате мира в помещении в Стамбуле и на чемпионате Европы в Хельсинки. Выполнив олимпийский квалификационный норматив (2,28), удостоился права защищать честь страны на летних Олимпийских играх в Лондоне — на предварительном квалификационном этапе прыжков в высоту показал результат 2,16 метра, чего оказалось недостаточно для выхода в финал.
В 2013 году победил на международном турнире в Праге, установив при этом свой личный рекорд в помещении — 2,30 метра. Участвовал в чемпионате Европы в помещении в Гётеборге.
В 2014 году вновь стал чемпионом Болгарии, взял бронзу на чемпионате Балкан в Питешти, выступил на чемпионате Европы в Цюрихе — в финал не вышел. По окончании сезона завершил спортивную карьеру.